# Turkey International 2018
Die Turkey International 2018 im Badminton fanden vom 17. bis zum 20. Dezember 2018 in Ankara statt. Es war die elfte Auflage der Turnierserie.

## Sieger und Platzierte
| Disziplin    | Gold                              | Silber                                       | Bronze                               |
| ------------ | --------------------------------- | -------------------------------------------- | ------------------------------------ |
| Herreneinzel | Ikhsan Leonardo Imanuel Rumbay    | Emre Lale                                    | Ade Resky Dwicahyo                   |
| Herreneinzel | Ikhsan Leonardo Imanuel Rumbay    | Emre Lale                                    | Georgii Karpov                       |
| Dameneinzel  | Özge Bayrak                       | Li Yun                                       | Aliye Demirbağ                       |
| Dameneinzel  | Özge Bayrak                       | Li Yun                                       | Anastasiia Shapovalova               |
| Herrendoppel | Leo Rolly Carnando Daniel Marthin | Peter Briggs Gregory Mairs                   | Mehmet Capar Emre Sönmez             |
| Herrendoppel | Leo Rolly Carnando Daniel Marthin | Peter Briggs Gregory Mairs                   | Jaromír Janáček Tomáš Švejda         |
| Damendoppel  | Nita Violina Marwah Putri Syaikah | Metya Inayah Cindiani Indah Cahya Sari Jamil | Bengisu Erçetin Nazlıcan Inci        |
| Damendoppel  | Nita Violina Marwah Putri Syaikah | Metya Inayah Cindiani Indah Cahya Sari Jamil | Elena Komendrovskaja Maria Shegurova |
| Mixed        | Danny Bawa Chrisnanta Tan Wei Han | Leo Rolly Carnando Indah Cahya Sari Jamil    | Daniel Marthin Nita Violina Marwah   |
| Mixed        | Danny Bawa Chrisnanta Tan Wei Han | Leo Rolly Carnando Indah Cahya Sari Jamil    | Alex Vlaar Mariya Mitsova            |